# Zug (Literatur)
Unter einem Zug versteht man in der Literaturwissenschaft eine kleine stoffliche Einheit, die dem Motiv untergeordnet ist. In Funktion und Bedeutung für den Stoff ist er nicht so entscheidend wie ein Motiv, sondern schmückt dieses lediglich weiter aus, um eine bestimmte Stimmung zu betonen. Einem Zug kommt somit in einem Drama oder einem epischen Werk keine handlungsauslösende Funktion zu.